# Chiesa di Sant'Antonio Abate (Calanca)
La chiesa di Sant'Antonio Abate è un edificio religioso quattrocentesco che si trova a Calanca (frazione Cauco).

## Storia
La chiesa fu costruita entro il 1497, quando fu consacrata una prima volta. Il suo aspetto, tuttavia, mutò radicalmente nel corso dei secoli: prima, entro il 1656, quando fu riconsacrata, fu ampliata allungando la navata e realizzando una cappella nella sua parte meridionale; poi, nel 1660, fu costruita la cappella nella parte settentrionale; infine, nel 1683, fu dotata di campanile. Nel 1762 fu realizzato il soffitto, in legno dipinto, modificato nel 1988. Nel 1922 la chiesa subì un ulteriore rinnovamento. Fra il 1978 e il 1989, infine, le decorazioni della facciata furono restaurate e in parte rifatte.